# 리투아니아 제1공화국
리투아니아 제1공화국(리투아니아어: Lietuvos Respublika)은 1918년 독립 당시부터 1940년 소련에 편입되기 전까지 리투아니아에 존재했던 공화국이다.